# Tatarskij Kanadiej
Tatarskij Kanadiej (ros. Татарский Канадей) – wieś (sieło) w Rosji, w obwodzie penzeńskim, w rejonie kuźnieckim. W 2010 liczyła 2356 mieszkańców, głównie Tatarów.